# Hahnenköppen

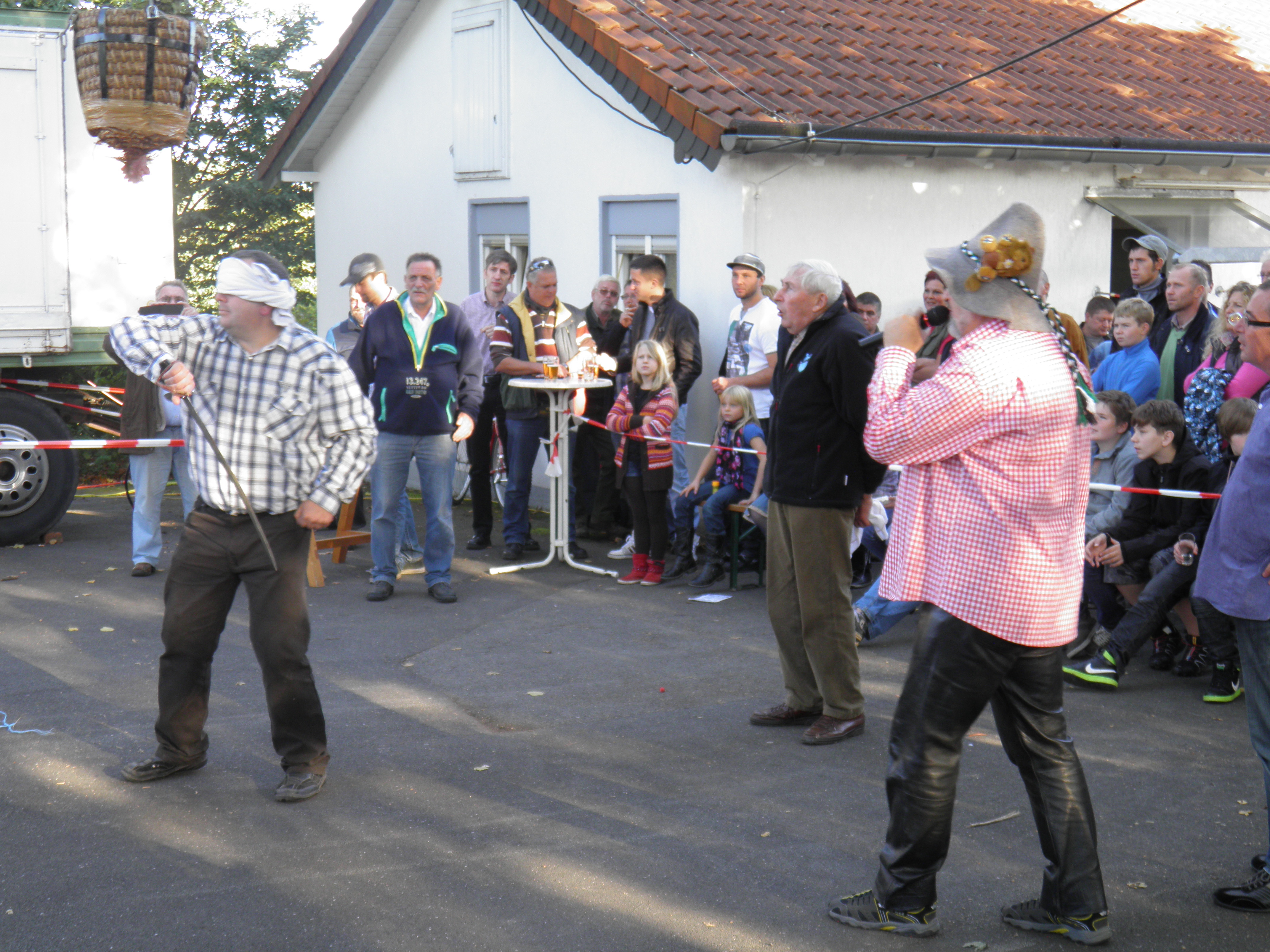
Hahnenköppen in Herbringhausen

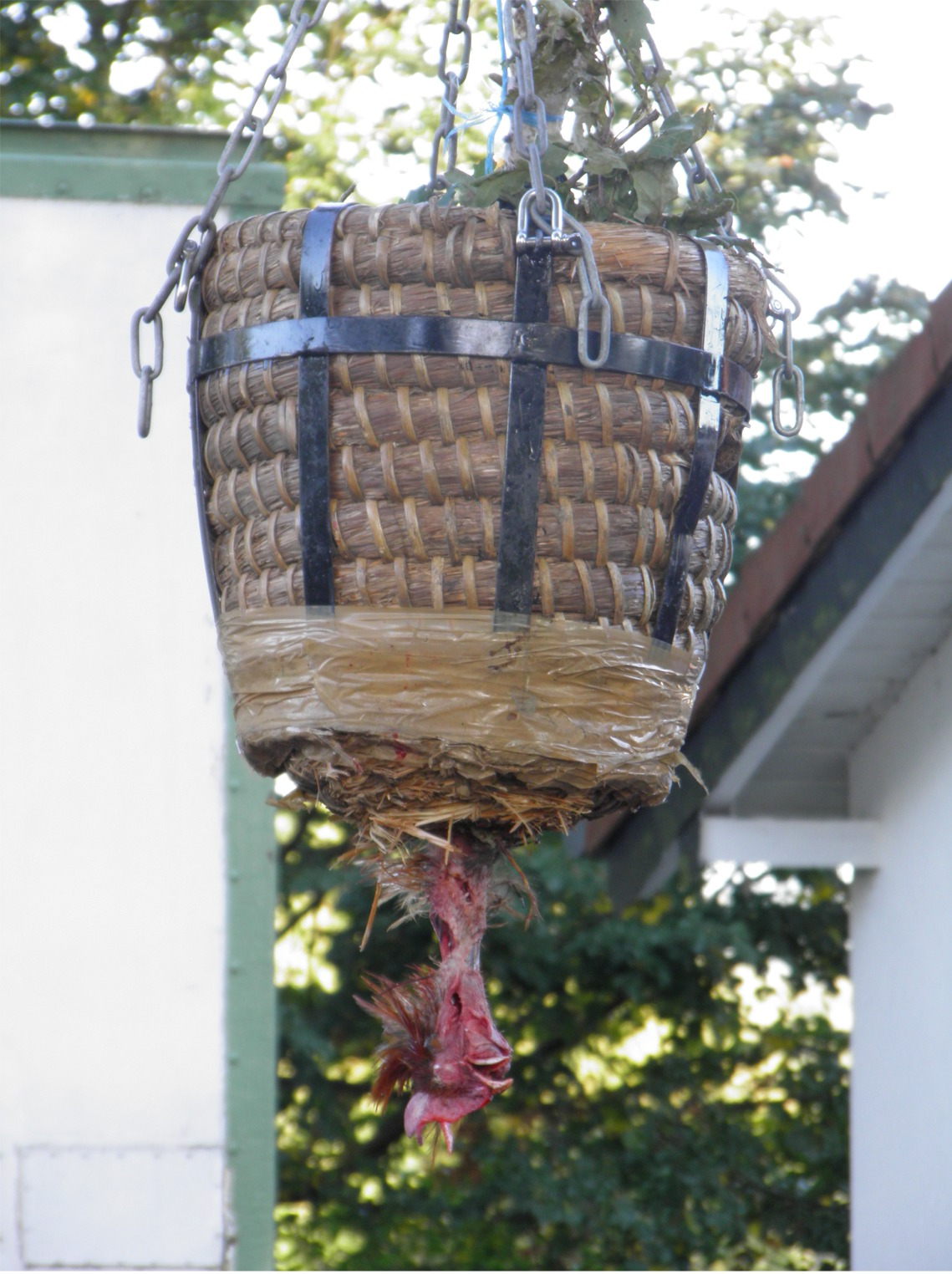
Hahnenköppen

Hahnenköppen (auch Hahneköppen oder Hahnenschlagen) ist ein alter Brauch, der vor allem im Bergischen Land, in der Eifel, in der Gegend um Köln, im Jülicher Land und im Raum Neuss gepflegt wird.
Zu Kirmessen, Erntedank- oder Oktoberfesten gibt es einen öffentlichen Wettbewerb, bei dem es gilt, einem vorher geschlachteten und kopfüber in einem Korb aufgehängten Hahn den Kopf abzuschlagen. Wem der entscheidende Schlag gelingt, wird damit für ein Jahr Hahnenkönig eines Dorfes, einer Hofschaft oder eines Vereins. Die Bewerber um die Königswürde führen mit verbundenen Augen, einem stumpfen Säbel oder Degen jeweils einen Schlag aus und werden dabei durch Zurufe des Publikums gesteuert. Die Zeremonie kann in wenigen Minuten erledigt sein, durchaus aber auch eine Stunde oder länger dauern.

## Geschichte
Über die Ursprünge gibt es unterschiedliche Erklärungen. Einst soll im späten Mittelalter ein lebender Hahn dem Brauch gedient haben. Seit mindestens 200 Jahren nahm man jedoch einen geschlachteten Hahn und ging teilweise auch dazu über, eine hölzerne Nachbildung zu benutzen. Urkundlich nachgewiesen ist der Brauch seit dem 16. Jahrhundert.

## Symbolik und Bedeutung
Der Hahn gilt als Symbol des bösen und schädigenden Erntegeistes, der sich in die letzte Garbe des geernteten Korns flüchtet. Dieser Geist wird durch Köpfen getötet.
Eine andere Version stammt aus dem Anfang des 19. Jahrhunderts, als Deutschland von den Truppen Napoleons besetzt war. Der gallische Hahn gilt als Symbol für Frankreich und durch das Hahneköppen sollen die Deutschen deutlich gemacht haben, dass sie sich eigentlich nicht unterwerfen wollten.

## Ähnliche Bräuche

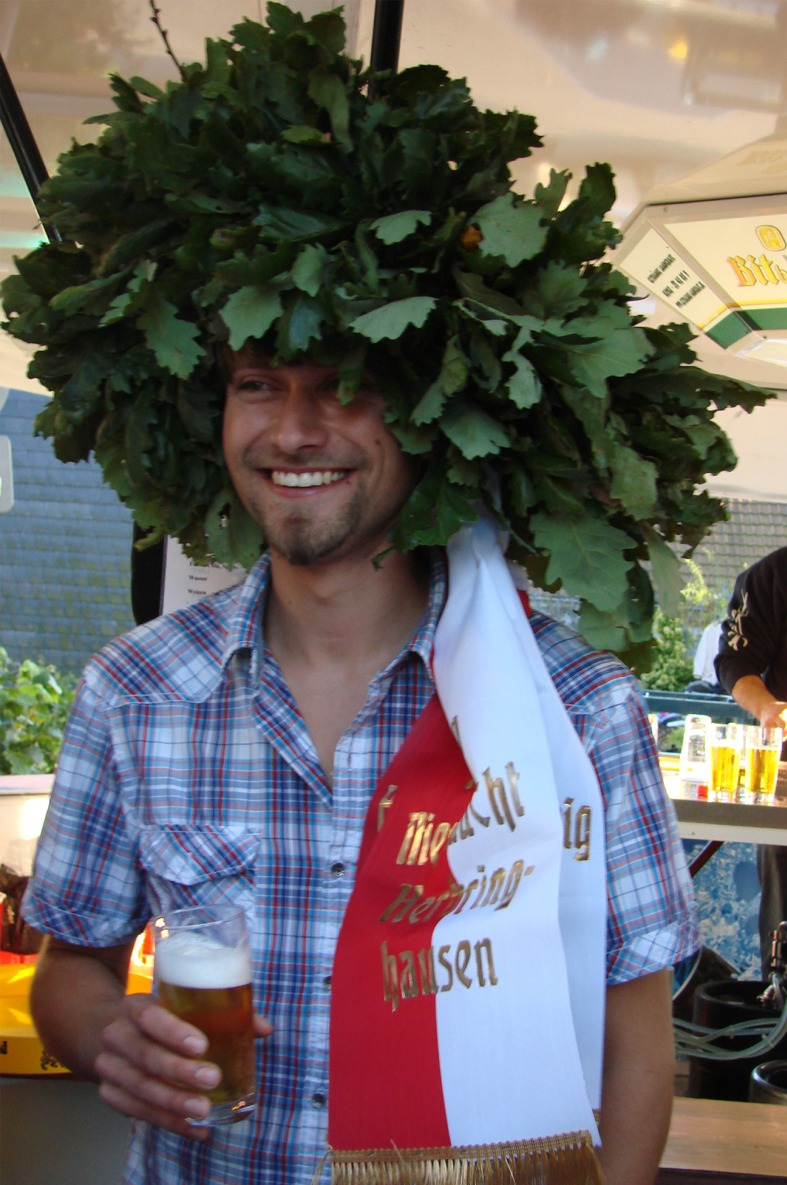
Hahnenkönig mit Eichenlaubkranz

Gänsereiten ist eine vor allem im westfälischen Raum und in Velbert verbreitete, vergleichbare Sitte.
In der Lausitz gibt es den Brauch des „Hahnrupfens“, bei dem der Kopf des toten, hoch aufgehängten Hahns von geschickten Reitern gerupft werden muss. Der Sieger bekommt, ähnlich wie heute noch im Bergischen Land, einen Kranz aus Eichenlaub.
Ebenfalls als Hahnenschlagen wird ein ähnlicher Brauch auf Dorffesten verschiedener deutscher Regionen sowie in Breslau bezeichnet. Dabei wird ein Hahn in eine Grube gesetzt, die mit einem Topf bedeckt wird. Der „Hahnenschläger“ muss daraufhin versuchen, mit verbundenen Augen den Topf zu finden und ihn mit einem Dreschflegel zu zerschlagen. Teilweise muss der Hahn anschließend noch gefangen oder ebenfalls erschlagen werden. Entscheidender Unterschied zum Hahnenköppen ist, dass hier ein lebendes Tier mit Schlägen getötet wird. Ähnliche Bräuche sind seit 1560 überliefert. Wegen des Widerstandes von Tierschützern wird dieser Brauch heute zumeist nicht mehr mit lebenden Hähnen, sondern mit Attrappen praktiziert.
In Sursee (Schweiz) ist das Gansabhauet bekannt.

## Kritik
Zeitweise gab es Proteste gegen den alten Brauch und es wurde sogar versucht, Veranstaltungen zu blockieren. Entschiedene Gegner bezeichneten das Hahneköppen als „Leichenfledderei“ und Verstoß gegen das Tierschutzgesetz.
PETA kritisiert das Hahneköppen als „grausame Tierquälerei für Volksfeste“ und fordert ein Verbot. Bei einer Verhandlung vor dem VG Düsseldorf einigten sich PETA und die Veranstalter im Juni 2025 vergleichsweise darauf, dass das „Hahneköppen“ auch künftig weiter stattfinden könne, wenn nur noch Hähne für den Brauch verwendet werden, die ohnehin aus einem tierschutzrechtlich unbedenklichem Grund getötet würden, etwa bei einer schweren Erkrankung, um dem Tier weiteres Leid zu ersparen. Das sei dann im Einzelfall mit dem Veterinäramt abzuklären.